# Ток-Саба
Ток-Саба́ (укр. Ток-Саба, крымскотат. Toq Saba, Токъ Саба) — исчезнувшее село в Симферопольском районе Крыма, располагавшееся на западе района, на современной границе с Сакским районом, в одноимённой балке, в степной части Крыма. В своё время территория бывшего села была затоплена водами Межгорного водохранилища.

## История
Первое документальное упоминание села встречается в Камеральном Описании Крыма… 1784 года, судя по которому, в последний период Крымского ханства Докуз Оба входила в Бахчисарайский кадылык Бахчисарайского каймаканства. После присоединения Крыма к России (8) 19 апреля 1783 года, (8) 19 февраля 1784 года, именным указом Екатерины II сенату, на территории бывшего Крымского Ханства была образована Таврическая область и деревня была приписана к Симферопольскому уезду. После Павловских реформ, с 1796 по 1802 год, входила в Акмечетский уезд Новороссийской губернии. По новому административному делению, после создания 8 (20) октября 1802 года Таврической губернии, Ток-Саба была включена в состав Эскиординской волости Симферопольского уезда.
По Ведомости о всех селениях в Симферопольском уезде состоящих с показанием в которой волости сколько числом дворов и душ… от 9 октября 1805 года в деревне Ток-саба числилось 25 дворов и 128 жителей, исключительно крымских татар. На военно-топографической карте генерал-майора Мухина 1817 года обозначен Токсаба с 14 дворами. После реформы волостного деления 1829 года Ток-Саба, согласно «Ведомости о казённых волостях Таврической губернии 1829 года», передали из Эскиординской волости в состав Сарабузской. На карте 1842 года в Ток-Саба обозначено 20 дворов
В 1860-х годах, после земской реформы Александра II, деревня осталась в составе преобразованной Сарабузской волости.
В «Списке населённых мест Таврической губернии по сведениям 1864 года», составленном по результатам VIII ревизии 1864 года, Ток-Саба — владельческая татарская деревня с 1 двором и 3 жителями при колодцах — видимо, деревня опустела в связи с эмиграциями татар в Турцию — на трёхверстовой карте 1865—1876 года на месте деревни — экономия Шурхайлова. В «Памятной книге Таврической губернии 1889 года» по результатам Х ревизии 1887 года записана Токсаба с 8 дворами и 49 жителями.
После земской реформы 1890-х годов Ток-Сабу отнесли к немецкой Кронентальской волости. По «…Памятной книжке Таврической губернии на 1892 год» в деревне Токсаба, входившей Эскендерское сельское общество, числилось 23 жителя в 10 домохозяйствах. На подробной карте 1892 года обозначена русская деревня Таксаба с 7 дворами. По «…Памятной книжке Таврической губернии на 1902 год» в волости числилась деревня Ток-Саба, без указания числа жителей и домохозяйств. По Статистическому справочнику Таврической губернии. Ч.II-я. Статистический очерк, выпуск шестой Симферопольский уезд, 1915 год, в деревне Ток-Саба (поселение скопщиков на земле наследников Шнейдера М. Н.) Булганакской волости Симферопольского уезда дворов и жителей не числилось. Согласно списку 1915 года «…русских подданных из австрийских, венгерских или германских выходцев» землевладельцев, опубликованном в газете «Таврические губернские ведомости» в апреле 1915 года, при деревне Токсаба значатся Шнейдер Матвей Иванович и наследники Станислава Ивановича Шнейдера, владевшие 278 десятинами пахотной земли.
После установления в Крыму Советской власти, по постановлению Крымревкома от 8 января 1921 года была упразднена волостная система и село включили в состав вновь созданного Подгородне-Петровского района Симферопольского уезда, а в 1922 году уезды получили название округов. 11 октября 1923 года, согласно постановлению ВЦИК, в административное деление Крымской АССР были внесены изменения, в результате которых был ликвидирован Подгородне-Петровский район и образован Симферопольский и село включили в его состав. Согласно Списку населённых пунктов Крымской АССР по Всесоюзной переписи 17 декабря 1926 года, в селе Ток-Саба числилось 12 дворов, все крестьянские, население составляло 84 человека, из них 73 русских и 11 украинцев. В последний раз, в доступных на сегодняшний день документах, Таксаба отмечена на двухкилометровке РККА 1942 года, в дальнейшем не встречается.

## Динамика численности населения
| - 1805 год — 128 чел. - 1864 год — 3 чел. - 1889 год — 49 чел. | - 1892 год — 23 чел. - 1900 год — 0 чел. - 1926 год — 84 чел. |